# Bridget Neval
Bridget Neval (Índia, 13 de fevereiro de 1985) é uma atriz australiana, naturalizada canadense, que já participou de várias séries e telenovelas, mas é conhecida principalmente por ter interpretado a vilã Elizabeth Hawke em Ciência Travessa e Lana Crawford em Neighbours.

## Biografia

### Vida pessoal
Bridget nasceu na Índia, mas só viveu lá durante alguns meses antes de se mudar para o Canadá. Ela então se mudou para a Austrália com 13 anos de idade. Seu pai é canadense e sua mãe é australiana, além disso, ela possui uma irmã chamada Deirdre. Uma grande amiga de Bridget, é a atriz Eliza Taylor-Cotter, que foi sua colega de elenco em Neighbours.
Seu amor pela música inclui: Nine Inch Nails, Rammstein, Butthole Surfers, Placebo e A Perfect Circle. Entre seus filmes favoritos podemos encontrar: Ed Wood, Big Fish e Anchorman: The Legend of Ron Burgundy. A atriz também é fã da série Arrested Development, e seu livro predileto é Good Omens de Neil Gaiman e Terry Pratchett.

### Carreira

#### Guinevere Jones
Na série, Bridget interpretou Reine Davidson, nas duas temporadas do programa, como uma atriz do elenco fixo. Este foi o primeiro trabalho de Bridget na televisão.

#### Wicked Science
Em Wicked Science, Bridget interpretou uma jovem chamada Elizabeth Hawke. Na série, a personagem de Bridget torna-se um gênio quando um experimento científico não ocorre como o previsto, ao lado de Toby Johnson, o garoto pelo qual Elizabeth sempre foi apaixonada, no entanto, ela passa a usar sua inteligência para o mau, tornando-se a vilã da história.

#### Neighbours
Bridget participou de Neighbours, uma popular telenovela australiana, como Lana Crawford, a primeira personagem lésbica da série. Sua participação não foi bem aceita por parte dos telespectadores mais conservadores, e seu contrato não foi renovado para a temporada seguinte do programa.

## Filmografia
- 2006 Chasing Pegasus como Amelia
- 2004 Neighbours como Lana Crawford
- 2004 Kath & Kim como Amber
- 2003 Wicked Science como Elizabeth Hawke
- 2002 Guinevere Jones como Reine Davidson